# Parazinho
Parazinho är en kommun i Brasilien.   Den ligger i delstaten Rio Grande do Norte, i den östra delen av landet, 1 800 km nordost om huvudstaden Brasília. Antalet invånare är 4 845.
Omgivningarna runt Parazinho är huvudsakligen savann. Runt Parazinho är det ganska glesbefolkat, med 42 invånare per kvadratkilometer.